# Великдень

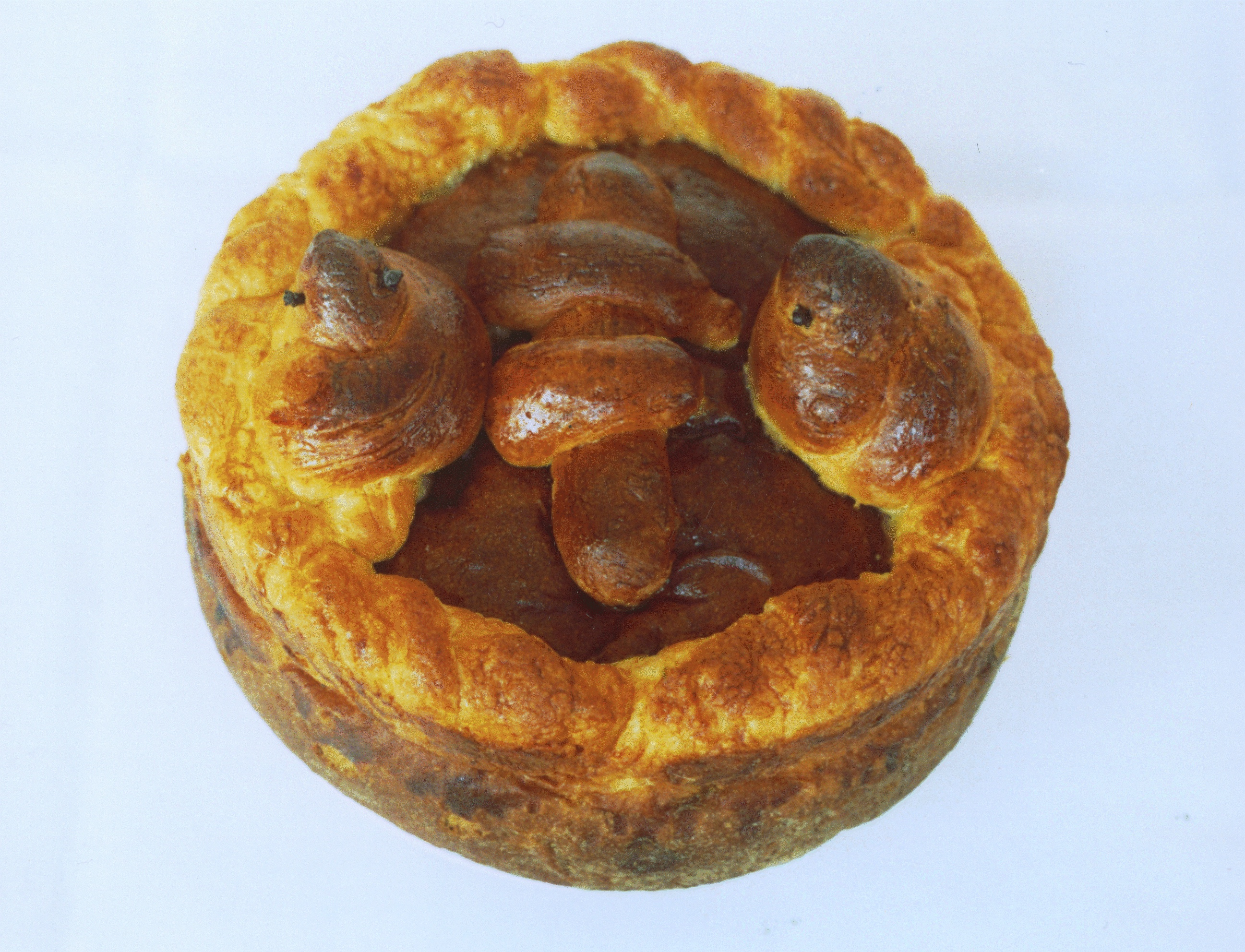
Паска з Василіянського монастиря у Пряшеві, Словаччина

Вели́кдень, Воскресі́ння Христо́ве (грец. Ἡ Ανάστασις τοῦ Ἰησοῦ Χριστοῦ, лат. Pascha, староцерк.-слов. Великъ дьнь), Па́сха, також розм. Па́ска (грец. πάσχα, лат. Pascha, івр. פסח песах — проходження повз) — найдавніше християнське свято, головне свято богослужебного року, встановлене на честь Воскресіння Ісуса Христа.
У Католицькій, Східній православній, орієнтальних православних та протестантських церквах усього християнського світу Великдень має найвищий статус торжества. 
Дата свята не є сталою (перехідне свято). Найбільше свято православних церков в Україні та інших церков Східного християнства і кожного конкретного року обчислюється (відомо як computus), за новоюліанським, юліанським або григоріанським календарем (в розрахунках є місячно-сонячний календар).
Старозавітна Пасха — Песах святкують на честь виходу ізраїльського народу з єгипетської неволі — перехід від рабства до свободи. Воскресіння Христове — це перехід від смерті до життя, звільнення людини від тягаря гріхів, це вихід, перехід людини з рабства гріха і зла до свободи, любові, добра.

## Походження назви
Калька грец. μεγάλη ἡμέρα, буквально «великий день». Це слова з Євангелія від Івана:
|             | Був же день Приго́товлення, тож юдеї, щоб тіла́ на хресті не зосталися в суботу, — був бо Великдень тієї суботи — просили Пилата зламати голі́нки розп'я́тим, і зняти. |
| — Ів. 19:31 | |

Існує декілька легенд щодо виникнення назви свята. За однією з них, назва «Великдень» («Великий День») з'явилася наприкінці першого тисячоліття з приходом на українську землю християнства. Легенда говорить, що «Великдень називається так тому, що у той час, коли Христос народився, сильно світило сонце і стояли такі довгі дні, що теперішніх треба сім зложити, аби був один тодішній. Тоді, було як зійде сонце в неділю вранці, то зайде аж у суботу ввечері. А як розп'яли Христа — дні поменшали. Тепер лише царські ворота в церкві стоять навстіж сім днів…».
У західнослов'янських мовах назва свята перекладається як «Велика ніч»: чеською Velikonoce, а польською Wielkanoc. У болгарській (південно-слов'янській мові) назва подібна до української — Великден, а споріднені болгарам македонці називають це свято Велигден. Однак протиріччя у цьому немає, оскільки це давнє свято (у тому числі і його атрибутику, зокрема й крашанки) нерідко пов'язують із ще дохристиянськими традиціями відзнача́ти знакові астрономічні події, зокрема й весняне рівнодення, коли перший великий день (триваліший від ночі) міряється своєю тривалістю з останньою великою (більшою за день) ніччю.
Англомовна назва «Істер» (Easter) утворена від імені сакської богині місяця і родючості Еостре.

## Походження свята

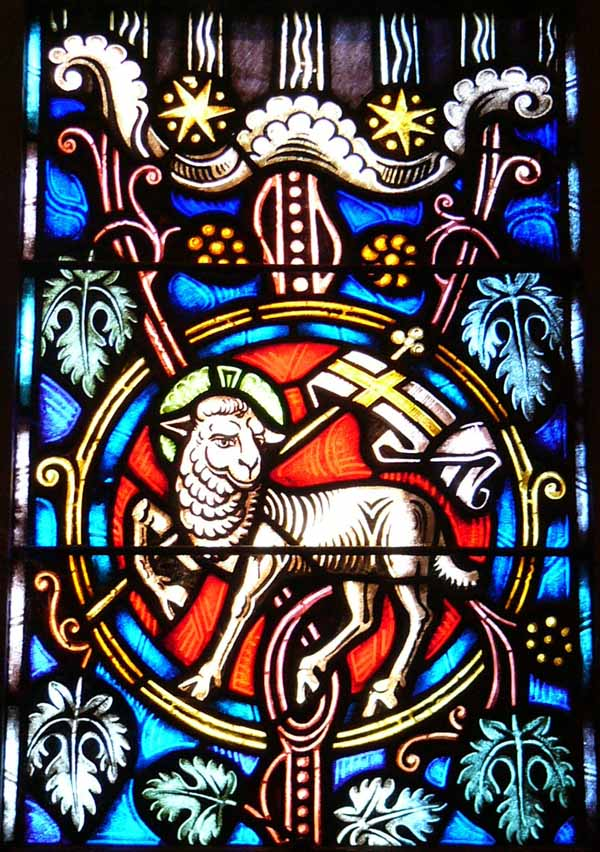
Агнець Божий

За синоптичними Євангеліями, розп'яття Ісуса Христа відбулося 15 нісана. Євангеліст Іван проте уточнює, що Ісус помер 14 нісана — в час, коли жертвували ягнят у Храмі на свято Песах. Отож для перших християн страсті Христові, Його смерть стали сподіванням на звільнення. Сам Христос стає Агнцем Божим: «..Пасха наша, Христос, принесений у жертву».
Опис воскресіння Христового поданий у всіх Євангеліях і веде свій початок з єрусалимської громади. Звідти походить і перший вигук, яким розпочинають пасхальні літургії в усьому світі: «Христос справді воскрес … (і з'явився Симонові).».
За євангелістами, Воскресіння Христа є винятково дією Бога, під час якої не була присутня жодна людина. Лише наслідки цієї дії були представлені спочатку близькому оточенню Христа — жінкам з Його батьківщини, які бачили Його смерть і поховання та невдовзі виявили, що гріб, куди Його поклали, став пустим. Тут ангел сповістив їм про воскресіння Ісуса та послав їх до апостола Петра й інших учнів. За євангеліями від Матвія та Марка, ангел посилає учнів у Галілею для зустрічі з воскреслим Ісусом. Євангелісти Іван і Лука описують зустрічі з Ісусом у Єрусалимі та його околицях.

## Історичні відомості й згадки
На теренах України святкувати Великдень як Воскресіння Ісуса почали ще наприкінці першого тисячоліття із запровадженням християнства. Це свято збіглося у часі з язичницьким святом початку весни (рівнодення). Обидва свята стосувалися відродження життя і надій. З роками чужорідне свято стало частиною місцевої культури, замінивши місцеві звичаї та адаптувавши місцеві обряди й атрибутику.
Ісус Христос, за біблійним сюжетом, воскрес рано-вранці, і Воскресіння супроводжувалося великим землетрусом: янгол небесний відвалив камінь від дверей гробу Господнього. На світанку жінки-мироносиці Марія Магдалина, Діва Марія, мати Якова та Соломія прийшли до гробу з пахучими оліями, аби за звичаєм намастити ними тіло Ісуса, однак побачили там відвалений камінь і порожню труну. Тоді схвильованим жінкам з'явився янгол і сповістив про Воскресіння Господнє.
У «Британській енциклопедії» повідомляється: «Ані в Новому Завіті, ані в писаннях апостольських отців не існує вказівки відзначати свято Великодня. У перших християн не існувало поняття про святість особливих періодів».
У «Католицькій енциклопедії» сказано: «Великдень увібрав до себе багато язичницьких звичаїв на честь повернення весни. Яйце є символом відродження життя ранньою весною… Кролик — це язичницький символ, і він завжди був символом родючості».
«Великдень, як і Різдво… мають у своїй основі сонячний (солярний) характер, тобто пов'язані із дохристиянською вірою в народження нового Сонця як божества, що є запорукою життя на землі. (…) Отже, Великдень, у своїй першооснові — це святкування приходу весни, свято воскресіння землі та природи в цілому до нового життя. (…) Великодні свята українців славні й своїми обрядами, що, без сумніву, є дохристиянськими».
У святкуванні Великодня вбачають язичницьке коріння, яке сягає ще часів до зародження християнства. Зокрема в Україні в давнину землероби вірили, що померлі родичі продовжують жити під землею і можуть впливати на її родючість. Саме з цими віруваннями були тісно пов'язані поминальні обряди навесні.
Існує думка[джерело?], що євангельська подія, яка стала приводом святкування Пасхи та пасхальних обрядів, запозичена у язичницьких культах і в оновленому вигляді пов'язана з особою Ісуса Христа. Християнські богослови не визнають спорідненості Ісуса Христа з язичницькими воскреслими богами і вважають істинними тільки євангельські твори. Прихильники язичницького походження свята вбачають сутність язичницьких обрядів крізь християнське оформлення свята.
Сьогодні свято Великодня в Україні символізує також загальне відродження та оновлення світу. Збереглося багато звичаїв та обрядів, які здійснюють і досі, проте вони не мають прямого зв'язку з християнством.

### Пасха
Слово «Пасха» походить від назви старозаповітного свята Песах, яке святкували юдеї в пам'ять про звільнення від єгипетського полону. Пасхальне ягня в юдеїв стало прообразом Христа, тому Христос іменується ще Агнцем Божим (Ягня Боже), Агнцем Пасхальним (Ягня Пасхи), Пасхою.
В інших європейських мовах назва цього свята також походить від давньоєврейського «песах»:
| | |
| - грецькою Πάσχα (пасха), - латиною — Pascha, - голландською pasen, - есперанто pasko, - ісландською páskar, - іспанською pascua, | - італійською pasqua, - нижньонімецькою Paschen, - російською пасха, - французькою pâques, - шведською påskdagen - фінською pääsiäinen. |

## Дата святкування
| Рік  | григоріанський кал. | юліанський кал. |
| ---- | ------------------- | --------------- |
| 2000 | 23 квітня           | 30 квітня       |
| 2001 | 15 квітня           | 15 квітня       |
| 2002 | 31 березня          | 5 травня        |
| 2003 | 20 квітня           | 27 квітня       |
| 2004 | 11 квітня           | 11 квітня       |
| 2005 | 27 березня          | 1 травня        |
| 2006 | 16 квітня           | 23 квітня       |
| 2007 | 8 квітня            | 8 квітня        |
| 2008 | 23 березня          | 27 квітня       |
| 2009 | 12 квітня           | 19 квітня       |
| 2010 | 4 квітня            | 4 квітня        |
| 2011 | 24 квітня           | 24 квітня       |
| 2012 | 8 квітня            | 15 квітня       |
| 2013 | 31 березня          | 5 травня        |
| 2014 | 20 квітня           | 20 квітня       |
| 2015 | 5 квітня            | 12 квітня       |
| 2016 | 27 березня          | 1 травня        |
| 2017 | 16 квітня           | 16 квітня       |
| 2018 | 1 квітня            | 8 квітня        |
| 2019 | 21 квітня           | 28 квітня       |
| 2020 | 12 квітня           | 19 квітня       |
| 2021 | 4 квітня            | 2 травня        |
| 2022 | 17 квітня           | 24 квітня       |
| 2023 | 9 квітня            | 16 квітня       |
| 2024 | 31 березня          | 5 травня        |
| 2025 | 20 квітня           | 20 квітня       |
| 2026 | 5 квітня            | 12 квітня       |
| 2027 | 28 березня          | 2 травня        |
| 2028 | 16 квітня           | 16 квітня       |
| 2029 | 1 квітня            | 8 квітня        |
| 2030 | 21 квітня           | 28 квітня       |
| 2031 | 13 квітня           | 13 квітня       |
| 2032 | 28 березня          | 2 травня        |
| 2033 | 17 квітня           | 24 квітня       |
| 2034 | 9 квітня            | 9 квітня        |
| 2035 | 25 березня          | 29 квітня       |
| 2036 | 13 квітня           | 20 квітня       |
| 2037 | 5 квітня            | 5 квітня        |
| 2038 | 25 квітня           | 25 квітня       |
| 2039 | 10 квітня           | 17 квітня       |
| 2040 | 1 квітня            | 6 травня        |
| 2041 | 21 квітня           | 21 квітня       |
| 2042 | 6 квітня            | 13 квітня       |
| 2043 | 29 березня          | 3 травня        |
| 2044 | 17 квітня           | 24 квітня       |
| 2045 | 9 квітня            | 9 квітня        |
| 2046 | 25 березня          | 29 квітня       |
| 2047 | 14 квітня           | 21 квітня       |
| 2048 | 5 квітня            | 5 квітня        |
| 2049 | 18 квітня           | 25 квітня       |
| 2050 | 10 квітня           | 17 квітня       |

Дата Великодня визначається шляхом розрахунку, відомого як computus. Великдень святкується в першу неділю після повного місяця, що настає не раніше дня умовного весняного рівнодення 21 березня. Західні християни й деякі східні християни, а саме Ассирійська церква Сходу, Вірменська апостольська церква, Індійська православна церква, більшість східних католицьких церков та Фінляндська православна церква, використовують григоріанську Пасхалію. Східні християни, які відзначають перехідні свята за юліанським календарем, мають 21 березня за юліанським календарем, що є 3 квітня за григоріанським календарем у XX і ХХІ століттях. У ХХІІ столітті юліанське 21 березня відповідатиме григоріанському 4 квітня через додавання одного дня похибки кожні 129 років в юліанському календарі. 
За часів Папи Сікста I у II столітті деякі християни святкували Великдень на неділю місячного місяця нісан. Щоб визначити, який місяць за місячним календарем мав бути визначений як нісан, християни покладалися на єврейську громаду. Наприкінці III століття деякі християни почали висловлювати невдоволення через святкування за юдейським календарем. Вони стверджували, що євреї визначали неправильний місячний місяць як місяць нісан, вибираючи місяць, 14-й день якого припадав перед весняним рівноденням, що порушувало християнську біблійну історію.
Християни почали вважати, що слід відмовитись від єврейських обчислень і натомість створити власні, щоб визначити, який місяць слід назвати нісаном, встановлюючи Великдень у рамках цього незалежно обчисленого християнського нісана, який завжди розміщуватиме Великдень після весняного рівнодення. Вони виправдовували цей розрив із традицією, стверджуючи, що насправді сучасний єврейський календар порушив традицію, ігноруючи рівнодення, і що в минулі часи 14 нісана ніколи не передувало весняному рівноденню. Інші вважали, що звичайна практика покладатися на єврейський календар має продовжуватися, навіть якщо юдейські обчислення були помилковими з християнської точки зору.
Суперечка між тими, хто виступав за власні обчислення, і тими, хто виступав за продовження покладення на єврейський календар, була офіційно вирішена Першим Нікейський собором, який схвалив власні обчислення, які деякий час використовувалися в Римі та Александрії. Великдень мав бути неділею за місячним календарем, обраного згідно з християнськими критеріями — по суті, християнським нісаном, — а не місяцем нісаном, як це визначено за єврейським календарем. Тих, хто виступав за продовження використання єврейського календаря (названого пізнішими істориками «протопасхітами»), спонукали прийняти позицію більшості. Існування проповідей, канонів і трактатів, написаних проти протопасхітської практики наприкінці IV століття, свідчить про те, що не всі вони зробили це відразу.
Ці два правила — незалежність від єврейського календаря та єдина дата у всіх християн — були єдиними правилами для Великодня, чітко встановленими Собором. Жодних подробиць для розрахунку не вказано; вони були розроблені на практиці, процес, який тривав століття і породжував численні суперечки, деякі з яких залишаються невирішеними.
Собор не постановляв, що Великдень ніколи не повинен збігатися з 15 нісана (першим Днем Опрісноків, який зараз зазвичай називають «Песахом») за єврейським календарем. Собор відокремив обчислення Великодня від будь-якої залежності, позитивної чи негативної, від єврейського календаря. «Застереження Зонара», твердження про те, що Великдень завжди має слідувати опісля 15 нісана за єврейським календарем, було сформульовано лише через кілька століть. Це було сформульовано не як питання доктрини, а для того, щоб уникнути анахронізму, який у будь-якому випадку міг би виникнути. На той час накопичення помилок у юліанському сонячному та місячному календарях призвело до того, що юліанський Великдень завжди наступав пізніше єврейського 15 нісана.
Наприкінці IV століття щорічні послання Александрійських єпископів замінено Пасхалією, яка охоплювала більшу кількість років. Перша така пасхалія оголошена 388 року патріархом Тимофієм Александрійським. В 436 пасхалія видана вже на 95 років наперед (з 436 по 531 роки) одним із його наступників, святим Кирилом Александрійським.
У Православні церкві є поширеною думка щодо неприйняття григоріанської пасхалії, на відміну від деяких орієнтальних православних та несторіанських церков, адже григоріанський Великдень іноді випадає на дату раніше Песаху за єврейським календарем або під час Песаху, який триває 7 днів, що візантійськими каноністами розглядалося як нібито порушення 7-го апостольського правила: «Якщо хтось, — єпископ, пресвітер чи диякон святий день Пасхи раніше весняного рівнодення з юдеями святкувати буде, нехай буде позбавлений священного сану» (Апостольські Правила, канон 7).
Проте як зазначає протоієрей Андрій Дудченко, історія 7-го апостольського правила пов'язана з тим, що єврейські громади в деяких місцях, можливо, включаючи Антіохію, після реформи єврейського календаря використовували методи фіксації місяця нісан, який іноді ставив 14 день нісану перед весняним рівноденням, що порушувало християнські події з Євангеліє. Опісля цього олександрійці прийняли принцип того, що Великодня неділя повинна обов'язково бути після весняного рівнодення, а не як після реформи єврейського календаря — перед весняним рівноденням. 7-ме апостольське правило забороняє святкувати Великдень разом з євреями перед весняним рівноденням, а не святкувати Великдень в один час чи перед Песахом, тобто християнський Великдень не залежить від юдейського Песаху. Також у роки, коли Великдень за григоріанським і юліанським календарем має спільну дату, то зазвичай в цей час припадає Песах, і православні святкують Великдень під час Песаху, наприклад у 2025 році.
У XX столітті робилися спроби, спрямовані відновлення великодньої єдності християнського світу. 1923 року в Константинополі відбувся Собор, який крім того, що схвалив новоюліанський календар. Щодо Пасхалії Собор прийняв визначення, що скасовує обчислення за яким-небудь циклом, і наказує здійснювати Св. Великдень у першу неділю після 1-го повного місяця, наступного за весняним рівноденням, яке визначається астрономічно для Єрусалимського меридіана. Поряд з «астрономічним» методом визначення дати Великодня виконавчим комітетом Всесвітньої ради церков висувалася інша пропозиція: встановити святкування Великодня у неділю, наступного за другою суботою у квітні за григоріанським календарем. Передбачалося, що всі ці пропозиції та результати обговорень будуть розглянуті Всеправославним собором 2016 року, проте про те, чи обговорювалися ці пропозиції на Всеправославному соборі, невідомо.
У останніх заявах Ватикану та православних церков йдеться про досягнення консенсусу до 2025 року, якраз до 1700-річчя Нікейського собору, але без подробиць і будь-яких конкретних планів або того, хто які зміни прийматиме. 10 листопада 2022 року, а також у квітні 2024 року, Вселенський патріарх Варфоломій І заявив, що і з православної, і з католицької сторони є добрий намір нарешті встановити спільну дату для святкування Великодня — Христового Воскресіння до відзначення 1700-річчя Першого Вселенського собору, що мав місце в Нікеї 325 року.

### Відмінності дати святкування Великодня
Українські православні церкви та Греко-католицька церква в Україні та Греко-католицька церква в Польщі дотримуються юліанського календаря у святкуванні Великодніх свят, проте з 1 вересня 2023 року неперехідні свята відзначають за григоріанським і новоюліанським календарями. Римсько-католицька церква в Україні, Мукачівська греко-католицька єпархія, Українська єпархія Вірменської апостольської церкви, Львівська вірменсько-католицька архієпархія та протестантські конфесії відзначають Великодні свята за григоріанським календарем.
Римо-католицька церква у 1582 році перейшла на новий календар, запроваджений папою Григорієм XIII і відомий під назвою «григоріанського», або «нового стилю»). У зв'язку з цим було запроваджено й нову пасхалію. Впровадження нового календаря, а відповідно й пасхалії, було астрономічно обґрунтованим рішенням, бо старий юліанський календар на той час відставав від астрономічного часу вже на 10 днів.
За григоріанським календарем весна починається раніше від юліанського (у період з 1900 по 2099 роки — на тринадцять днів), внаслідок чого виникає різниця в датах святкування Великодня. Також трапляється, що в Католицькій церкві Великдень припадає на єврейську Пасху, а іноді навіть і раніше неї. Православні церкви не приймають григоріанської пасхалії, попри те, що 10 з 16 автокефальних православних церков відзначають нерухомі свята за новоюліанським календарем, адже григоріанський Великдень іноді випадає на дату раніше Великодня за єврейським календарем або на той самий день, а це деякими візантійськими каноністами розглядалося як порушення 7-го апостольського правила. Разом із Католицькою церквою святкують Великдень за григоріанською пасхалією протестантські конфесії, Ассирійська церква Сходу, Вірменська апостольська церква, орієнтальна Індійська православна церква та автономна Православна церква Фінляндії в складі Вселенського патріархату Константинополя. 
В олександрійській пасхалії за юліанським календарем розрахунковий пасхальний повний місяць відбувається в XX-XXI століттях на 4-5 днів пізніше реального астрономічного повного місяця внаслідок накопиченої похибки Метонового циклу. Справжнє весняне рівнодення за юліанським календарем у XXI столітті припадає не на 21 березня, а на 7 березня за юліанським календарем. Тому, якщо перший весняний повний місяць настає з 7 по 21 березня за юліанським календарем, то, за церковними правилами, пасхальним це новомісяччя не вважається, і Великдень доводиться святкувати на більше ніж 30 днів пізніше, тобто вже після другого новомісяччя, що є порушенням правил.
| Церква | Дата | Календар                | Примітка |
| --- | --- | ----------------------- | --- |
| Церкви Західного християнства: Латинська церква; Англіканська церква та інші протестанські церкви Східні католицькі церкви: Албанська та Білоруська греко-католицькі церкви, Вірменська католицька церква, Греко-католицька церква Хорватії та Сербії, Італо-албанська католицька церква, Коптська католицька церква, Македонська греко-католицька церква, Маронітська церква, Мелькітська греко-католицька церква, Сирійська католицька церква, Сиро-малабарська церква, Сиро-маланкарська католицька церква, Словацька, Русинська, Угорська греко-католицькі церкви, Халдейська католицька церква Орієнтальні православні церкви: Вірменська апостольська церква та Індійська православна церква Східні православні церкви: Фінляндська православна церква Церкви Сходу: Ассирійська церква Сходу                           | Перша неділя після повного місяця, що настає не раніше дня умовного весняного рівнодення 21 березня            | Григоріанський календар | |
| Східні православні церкви, включаючи: Вселенський патріархат Константинополя, Грецька православна церква Александрії, Грецька православна церква Антіохії, Грецька православна церква Єрусалиму, Російська, Сербська, Румунська, Болгарська, Грузинська православні церкви, Церква Кіпру, Церква Греції, Польська православна церква, Православна автокефальна церква Албанії, Православна церква Чеських земель і Словаччини, Православна церква України та Македонська православна церква — Охридська архієпископія Орієнтальні православні церкви: Сирійська православні церкви та Єрусалимський вірменський патріархат Східні католицькі церкви: Болгарська, Греко-візантійська, Російська, Румунська та Українська греко-католицькі церкви та Етіопська й Еритрейська католицькі церкви Церкви Сходу: Давня церква Сходу | Перша неділя після повного місяця, що настає не раніше дня умовного весняного рівнодення 21 березня (3 квітня) | Юліанський календар     | 10 з 16 автокефальних східних православних церков використовує для нерухомих свят новоюліанський календар. З початку XX століття і до 28 лютого 2800 року він буде повністю збігатися з григоріанським календарем. Проте східні православні церкви, крім Фінляндської православної церкви, для обчислення дати Великодня досі використовують юліанський календар. |
| Орієнтальна Коптська православна церква Александрії | Перша неділя після повного місяця, що настає не раніше дня умовного весняного рівнодення 25 фаменота           | Коптський               | |
| Орієнтальні Етіопська православна церква Тевахедо і Еритрейська православна церква Тевахедо; східні Еритрейська католицька церква і Етіопська католицька церква | Перша неділя після повного місяця, що настає не раніше дня умовного весняного рівнодення 25 маґабіта           | Ефіопський              | |

## Підготування до свята
До Великодня віряни готуються впродовж семи тижнів Великого Посту — одного з найсуворіших постів — саме стільки часу провів Ісус Христос у пустелі. Вважається, що у ці дні душа вірянина має співчувати стражданням Господа, які пережив Ісус Христос у людській подобі в останні дні. Ці сім тижнів називаються «седмицями» (тижнями). Останній тиждень перед Великоднем називається Страсна Седмиця (Страсний тиждень).
Особливе значення має Великий четвер — день, коли Ісус разом зі своїми учнями під час Таємної Вечері розділив останню трапезу. Цей день іще називають Чистий Четвер, і всі православні по можливості намагаються причаститися. Увечері в церкві читають 12 Євангелій, де розповідається історія Христових Страждань.
У Страсну П'ятницю з церкви виносять плащаницю — шматок тканини, в яку було загорнуте тіло Христа після зняття з хреста, та на котрій зображено його у труні. Традиція ця повстала з метою нагадування про Туринську плащаницю. Під час богослужіння плащаницю обносять навколо церкви тричі, що символізує сходження Христа. У цей скорботний день приписується нічого не їсти. Ввечері того ж дня відбувається особлива служба — утреня Великої Суботи із читанням статей, а також співом особливого канону «Хвилею морською», в котрому розповідається про поховання Господа Ісуса Христа, Його сходження в пекло, руйнування пекла, визволення праведних та Воскресіння («Сия суббота есть преблагословенная: в ней же Христос, уснув, воскресе тридневен»). Цей канон можна назвати найголовнішим у всьому богослужбовому році нарівні із Великоднім Каноном, котрий співається повністю хором на Пасхальній заутрені. Окрім вечора п'ятниці, канон «Хвилею морською» виконується іще й повторно на Пасхальній полунощниці, котра служиться пізно ввечері Великою Суботою.
У Велику Суботу зранку відбувається особлива служба, яка з'єднана з Пасхальною Вечірнею. На ній читається 15 пасхальних паремій з особливими святковими приспівами («поим Господеви: славно бо прославися»). Після їх читання читається прокимен «Вся земля» і Апостольське послання, але замість звичного «Алілуйя» швидко закриваються царські врата, повністю закривається завіса, і священники міняють буденне вбрання на святкове. Відтоді розпочинається поглиблене очікування Великодньої радості. У давніші часи християни після суботньої літургії не йшли з церкви, а залишались там до ночі, харчуючись хлібом та вином. Приблизно о 20 годині читається повністю книга «Діяння Святих Апостолів», а опісля її прочитання — Пасхальна полунощниця, на котрій повторюється співаний напередодні ввечері Страсної П'ятниці канон «Хвилею морською» («Волною морскою скрывшаго древле….»). Після його завершення священники й всі миряни виходять, співаючи пісню «Воскресіння Твоє, Христе Спасе…» («Воскресение Твое, Христе Спасе, Ангелы поют на небесех, и нас на земли сподоби с чистым сердцем Тебе славити!»). Рівно опівночі священник дає вигук на початок заутрені («Слава Святей, Единосущней, Животворящей и Нераздельней Троице, всегда, ныне и присно, и во веки веков!»). І саме ось починається Свято Христового Воскресіння.
У ніч Воскресіння Христа проводиться святкове богослужіння (Великодня Заутреня і Божественна Літургія), святяться паски, яйця та інші страви. Таким чином церква благословляє вірян після тривалого посту знову вживати «скоромне», себто їсти непісні страви. Багатий великодній стіл — символ небесної радості і символ вечері Господньої (див. «Сіонська світлиця», «Тайна вечеря»).

## Українські великодні звичаї

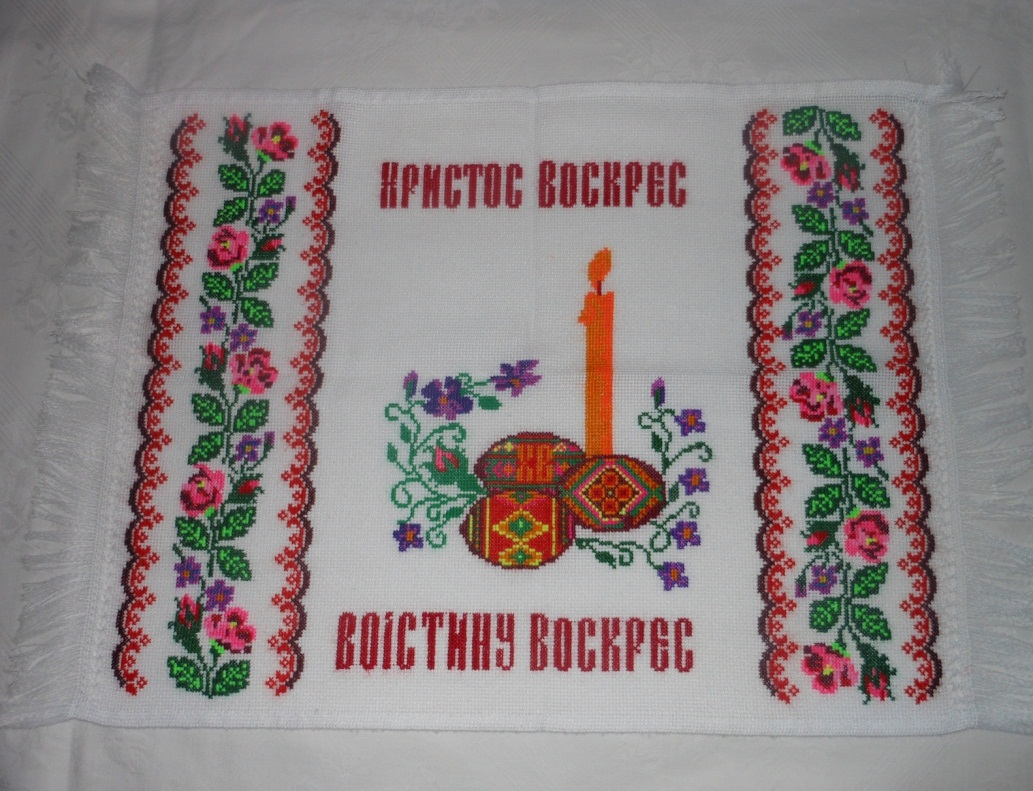
Великодній рушничок

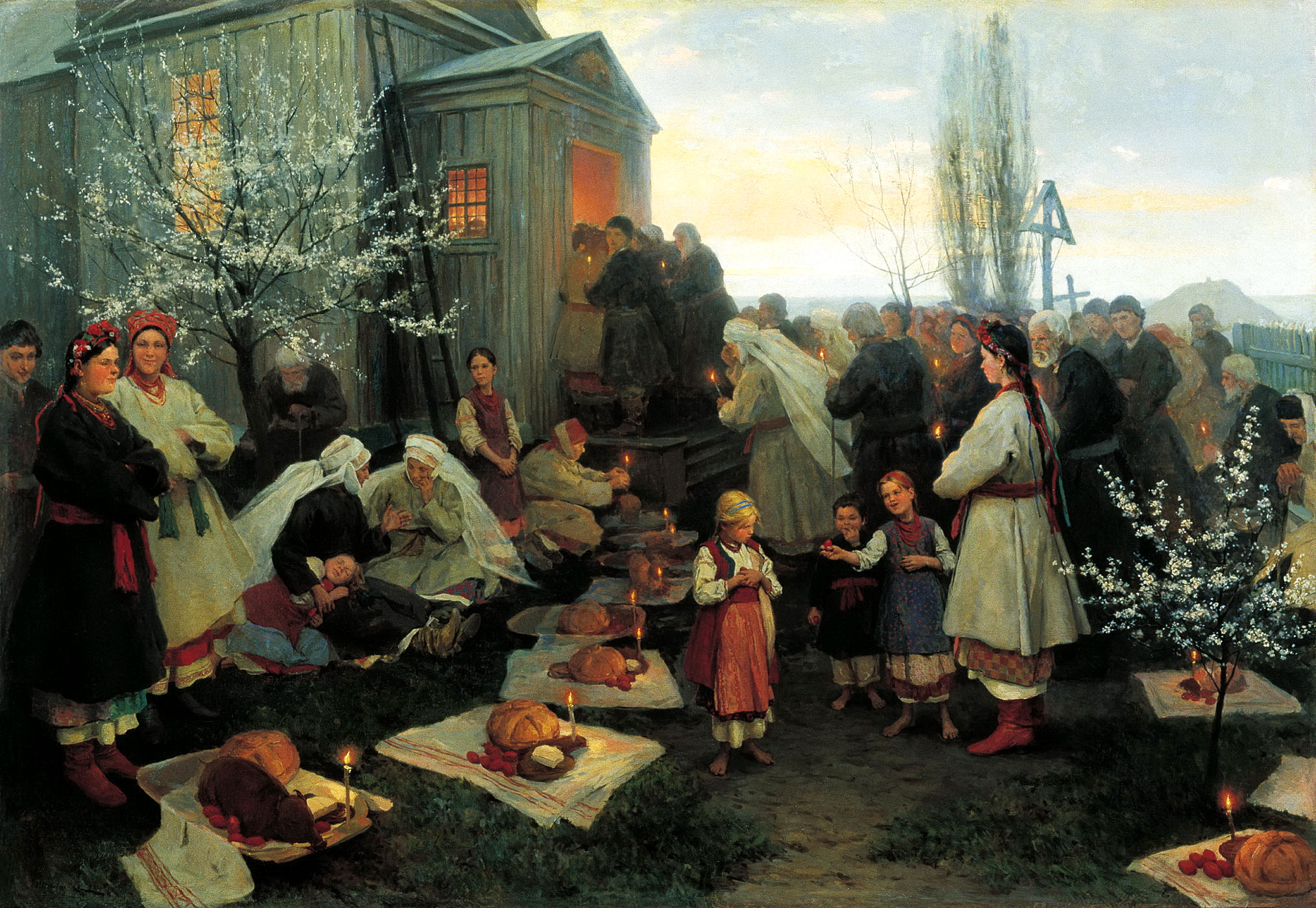
Микола Пимоненко «Великодня утреня» (1904)

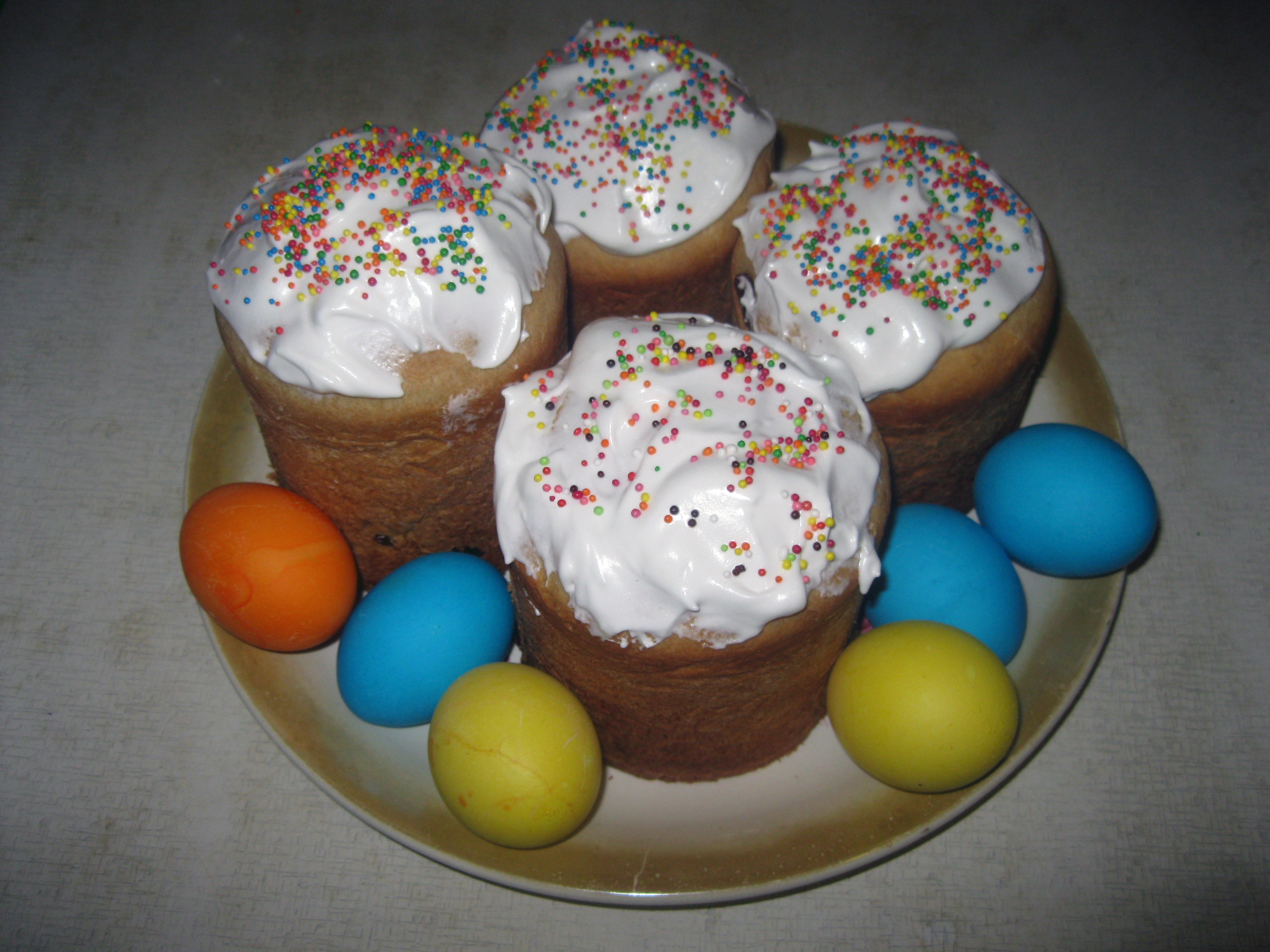
Сучасні домашні паски і крашанки. Кіровоградщина, 2015 рік.

Наразі дослідникам доволі важко з'ясувати, коли і за яких обставин виникли ті чи інші великодні обряди. З християнською великодньою обрядовістю змішалися давні язичницькі обряди, пов'язані зі святкуванням весняного сонця. Під впливом християнського календаря язичницька обрядовість частково перемандрувала у Великодній тиждень, а частково зовсім зникла, оскільки припадала на Великий Піст, що повністю протилежний «весняній радості».
У народному побуті українців Великдень чітко утримував елементи язичницької весняної ритуалістики: випікання обрядового печива, фарбування яєць, ігри, танці та розваги молоді, вшанування предків, аграрно-магічні, очисні обряди тощо.
У великодніх звичаях, відомих здебільшого із записів очевидців XIX—XX ст., простежуються сліди трьох різних, нашарованих один на одному, культів — культу роду, культу весняного сонця і культу Христа, що приніс людству ідею Воскресіння — ідею духовного й фізичного відродження. Вірування, спільне для всі слов'ян, що на Великдень «сонце грає», чи «гуляє», хоч його і приймають за атрибут християнського свята, бо, мовляв, «цього дня все веселиться на небі й на землі», було, мабуть, одною з основних ідей весняного свята сонця, з якої випливали й подальші, на кшталт того, що «під Великодню неділю не вільно спати», бо «той, хто спить, своє щастя проспить».

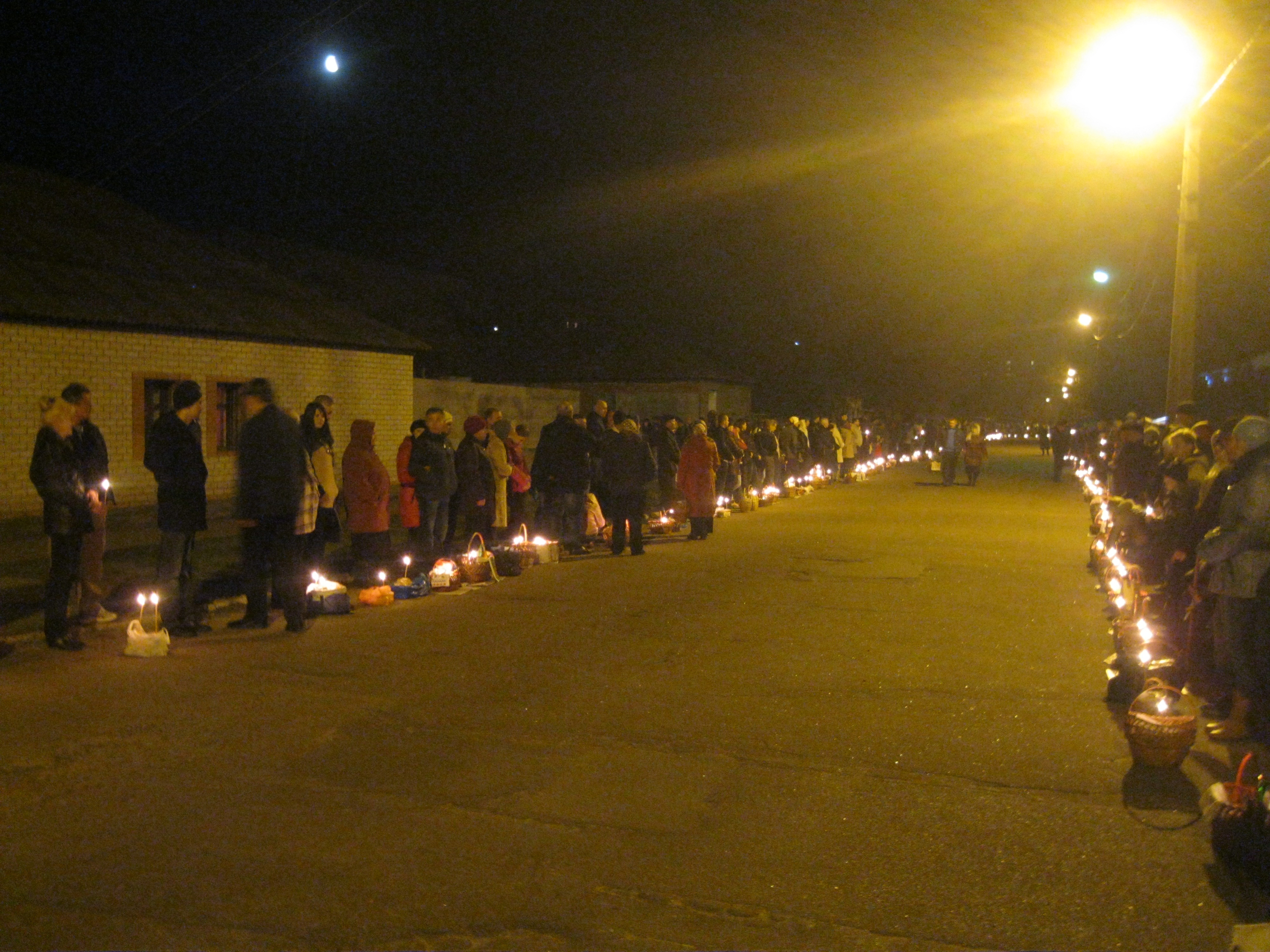
Люди принесли до церкви великодні страви на освячення. Олександрія (Кіровоградщина), 2015 рік.

Великодня Служба Божа триває всю ніч (або розпочинається рано-вранці). Її найурочистіший момент настає тоді, коли священник сповіщає: «Христос воскрес!», а всі присутні відповідають «Воістину воскрес!» Після служби процесія тричі обходить навколо церкви — хресний хід, а потім починає процес освячення обрядових пасхальних страв: пасок, крашанок, ковбас, хрону та інших страв (залежно від місцевості). Господині збирають їх у кошики, прикрашені вишиваними рушниками, барвінком і свічками. Після церковної служби розходяться по домівках і починають «розговлятися» свяченим.
Розговляються, насамперед, освяченим яйцем. Окрім паски та яєць (крашанок та писанок), серед освяченого може бути смаженина, ковбаса, риба, сир, часник, полин, хрін, сіль та вино, баранчик — символ Ісуса Христа, ягнятка Божого. Люди вірили, що покладений у кошичок баранчик гарантуватиме прихильність сил природи і оберігатиме від стихійного лиха.

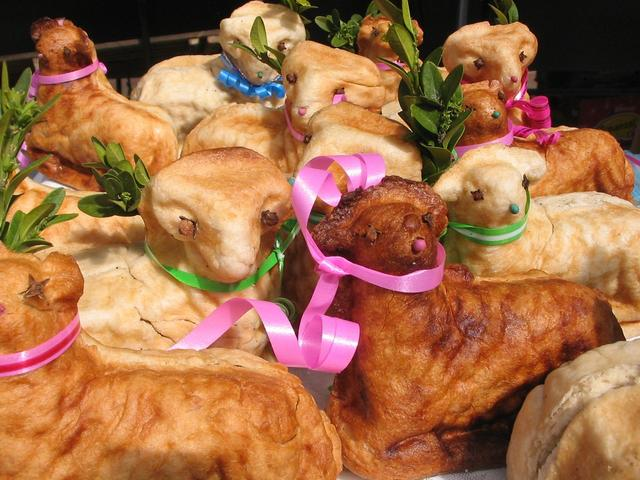
Великодні баранчики

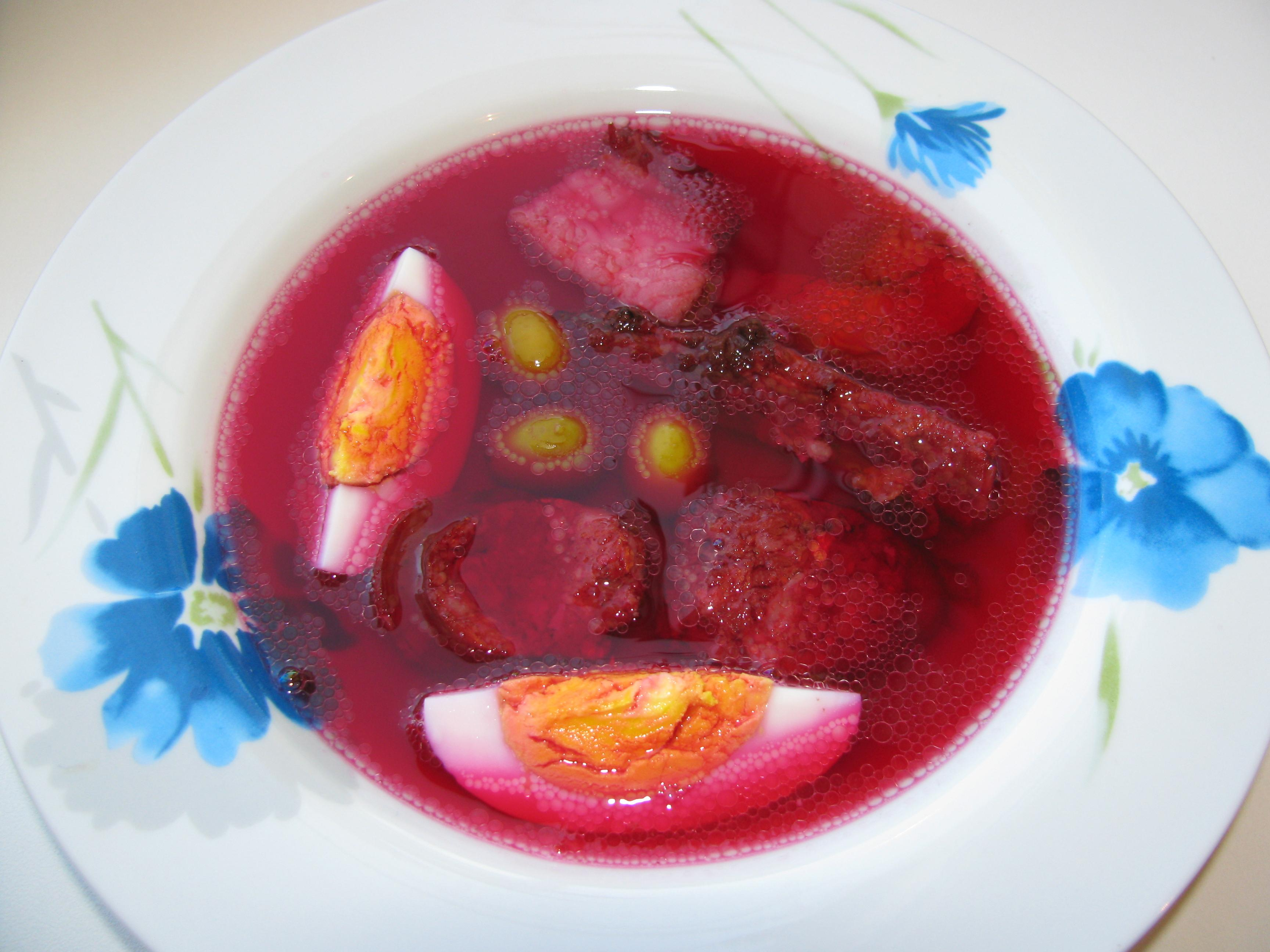
Великодній борщ

Відомі також такі звичаї: перед тим, як з'їсти свячене самому, господар (ґазда) йшов з освяченим насамперед поміж худобу, христосався (цілувався) з нею, сповіщав «Христос воскрес!», а хтось із присутніх відповідав за худобу: «Воістину Воскрес!». Тоді господар торкався тричі свяченим кожної худобини і вимовляв: «Аби ся так не брало вівці (чи корови, чи чого), як ніщо не візьметься свяченої паски».
В іншій околиці Галичини було записано інше висловлювання: «Який дар красний, так і аби Бог дав телиці (ягниці, чи що) красні». Потім обходив із освяченим сад, пасіку, город, відповідно примовляючи.
Нарешті, всі входили до хати, де господар благословляв дітей, що ставали перед ним навколішки: «Аби вам розум так скоро розв'язувався, як ці бесаги (торба) скоро розв'язуються». У кого була дівчина на виданні, клали їй паску на голову: «Аби-сь у людей була така велична, як ця паска пшенична!» Малу дитину клали в спорожнену від свяченого торбу: «Аби-сь так скоро росло, як паска скоро росте». Після розговин молодь ішла звичайно під церкву, де розпочиналися великодні забави — веснянки, також гагілки або гаївки у супроводі відповідних пісень. У житті молоді великодні забави були початком вулиці, що розпочиналася великоднім тижнем і тривала аж до осені.
На Великдень всі мають веселитися, бо хто буде сумувати в цей день, сумуватиме і весь рік. Якщо хтось помирає на Великдень, то вважається, що його щаслива душа піде просто до неба, бо того дня «небо відкрите». Після розговин починали дзвонити на дзвіниці, а хто перший задзвонив, той найперший обробить жнива і буде в нього найкраще збіжжя. Дзвонили в дзвони ввесь день, а потім ще й другого та третього дня.
Великодній понеділок зветься Обливаним. За традицією хлопці обливають дівчат водою. Ті ж можуть віддячити їм тим самим у вівторок. Серед інших великодніх звичаїв відомо ще один, який полягає в розкладанні вогнищ на всю Великодню ніч навкруги церкви. Вважається, що цим вогнем очищується повітря і звільняється земля від усяких нечистот на добрий врожай. Цей вогонь вважається святим і мусить сам згаснути.
Також цей день називають Світлий Понеділок. За древнім повір'ям, треба спостерігати за погодою в понеділок — наприклад, якщо понеділок дощовий, то можна очікувати і дощове літо.
Великодні свята закінчуються поминанням мертвих — молитвою і тризною «на гробках». У могильні горбки закопують яйця та шкаралупу від з'їдених яєць, кості з освяченого м'яса, освячену сіль тощо. Виливають і чарку горілки: «Їжте, пийте й нас, грішних, поминайте». Часом цокаються крашанками об могильний хрест, надбивають їх, а потім віддають перехожим.
На Полтавщині вважається, що оселю у цей час оберігають та прикрашають дерев'яні птахи, підвішені до балки.
У деяких селах Золочівського району Львівщини збереглася традиція святити паску в кошиках не із лози, а із соломи.
Значну увагу також приділяють прикметам Великодню. Наприклад, якщо ніч напередодні Христового Воскресіння буде зоряною — це до гарного врожаю. Якщо бачили уві сні перед Великоднем померлих родичів — вважалось, що весь наступний рік не будуть хворіти. А якщо під час хресного ходу не згасла свічка — рік буде щасливим.

## У державах світу
З Великого Четверга до Великодня у католицьких церквах заборонено дзвонити у дзвони на знак жалоби, тому в Німеччині та Австрії існує звичай щоденних вуличних процесій з дерев'яними тріщалками або іншими інструментами, щоб нагадувати віруючим про службу Божу. Перша письмова згадка про цей звичай датована 1482 роком. Існує також легенда, що дзвони у цей час летять на посвяту до Риму. У багатьох католицьких місцевостях Європи у Страсну П'ятницю влаштовують різноманітні традиційні процесії. У Франції, коли на Великдень знову дзвонять у дзвони, прийнято обніматись та цілуватися на знак радості.
Ще поширенішим є звичай ховати у гніздах в саду розмальовані яйця, котрі повинні шукати діти. Вважається, що яйця збирає у птахів та потім розмальовує великодній заєць (або кріль). В інших місцевостях, наприклад: у Франції та Бельгії, вважається, що розмальовані яйця розносять дзвони, повертаючись з міста Риму. Знайшовши яйця, влаштовують забави: наввипередки котять їх по схилу пагорба або стукаються ними, виграє той, чиє яйце залишається цілим. У сорбських общинах на сході Німеччини викопують яму на кінці схилу. Перший кладе яйце у ямку, а наступні гравці намагаються потрапити у нього (сорбською: jajka walkowanje, або нім. Waleien).
У багатьох селах в західній частині Фінляндії розпалюються багаття, щоб відігнати злих духів ввечері Великої суботи. Хоча Великдень і є релігійним святом, сьогодні для багатьох фінів він означає, перш за все, довгі вихідні, коли можна з'їздити на дачу, за кордон або ж покататися на гірських лижах.
Святкування Великодня починається в багатьох сім'ях у Великий четвер зі слухання «Страстей за Матфеєм» Баха у виконанні професійних хорів — телебачення організовує прямі трансляції з гельсінкських церков. У минулі часи в Страсну п'ятницю одягалися в чорне, ходити в гості заборонялося, а дітям не дозволяли грати і шуміти. Нині більшість фінів проводить Страсну п'ятницю, як звичайний вихідний.
Залежно від регіону країни, або в Вербну неділю, або у Велику суботу можна побачити ряджених — одягнених відьмами дітей, що йдуть від хати до хати, які відвідують своїх родичів, хресних, та й просто сусідів. Перед тим, хто відкриє їм двері, діти розмахують прутиками верби, прикрашеними пір'ям і смужками паперу. Згідно з традицією, маленька «відьма» дає мешканцям будинку прутик, а в нагороду отримує трошки грошей або солодощів. Ця традиція об'єднує в собі риси західно-фінських і карельських звичаїв.
Символом свята є пасхальне яйце, тому в пасхальну неділю дорослі ховають від дітей шоколадні яйця по всьому будинку а, якщо погода дозволяє, то і у дворі. Традиційне пасхальне яйце — шоколад, залитий в порожню яєчну шкаралупу. Зараз популярні також різнокольорові яйця з сюрпризом всередині. У подарунок родичам і друзям діти і самі розфарбовують крашанки. Будинок прикрашається крашанками і горщиками з пророслої травою.
Традиційною фінської пасхальної їжею є зварена з житнього борошна коричнева солодка каша мяммі. Раніше мяммі була холодною стравою, яку готували в Страсну п'ятницю, коли не можна було розводити вогонь. В якості основної страви зазвичай подають баранину. Також в Австрії існує великодній звичай розкладати великі багаття на пагорбах. У Данії вихідні починаються ще у Великий Четвер, також існує традиція відправляти до Великодня анонімні віршовані вітання, так звані, «листи дурника» (дан. gaekkebrev). Отримавши листа, потрібно вгадати від кого він. Якщо одержувач вгадує, то отримує від автора крашанку, якщо ні — то винен яйце автору вітання. Замість яйця призом може бути і поцілунок або зобов'язання влаштувати вечірку.
У багатьох країнах (Австрія, Угорщина, Чехія, Словаччина, Словенія та інших) також заведено обливати жінок водою, а у сучасному варіанті парфумом. Це вважається символічним побажанням краси, родючості та здоров'я. Нерідко на знак подяки чоловіки отримують розмальовані яйця, ласощі або чарку спиртного, але існують і звичаї, коли жінки віддячують також відерцем води.
У Чехії існує оригінальна традиція з язичницьких часів, по якій в цей день чоловіки ходять з помлазками — плетеними в косичку вербовими прутами з стрічками на кінці. З їх допомогою вони легенько б'ють зустрічних дівчат. Це допомагає дівчині залишатися молодою і красивою, тому що їй передається сила молодої гілки. Хоча відкупитися від такого «покарання» теж можна: дівчата пропонують чоловікам прикрашені великодні яйця і солодощі. А якщо це не допомагає, вони з задоволенням використовують відповідний звичай: поливають чоловіків водою.
В Іспанії в Святий Тиждень проходять дуже барвисті процесії. Неділю за 7 днів до Великодня називають «Domingo de Ramos», на вулицях за традицією продаються пальмові гілки, які потрібно освячувати в церквах і прикрашати ними свої будинки. Вважається, що вони оберігають від різних лих.
У Швеції на Великдень дівчата, щоб вийти заміж, повинні принести на Великдень у роті води й полити нею сплячого нареченого. Подібний звичай існує також в інших країнах та місцевостях, де дівчата повинні принести воду в роті додому, щоб бути красивими, а хлопці намагаються змусити їх заговорити або засміятись.
Ще одним з основних символів Великодня на Заході є Великодній Кролик. Діти вірять в історію про те, що він ховає у своє гніздо різнокольорові шоколадні яйця, а потім роздає їх хорошим і вихованим діткам. Також атрибутом католицького Великодня вважаються крашанки, які символізують початок нового життя. Католики, так само як і православні християни, фарбують яйця в різні кольори.